# Deutz OMD 130 R
Die Typenreihe Deutz OMD 130 R war eine zweiachsige Diesellokomotive mit Stangenantrieb für den Rangierdienst. Insgesamt wurden von 1934 bis 1936 von Klöckner-Humboldt-Deutz (KHD) 22 Lokomotiven gebaut, eine Lokomotive war bei den Osthannoverschen Eisenbahnen bis Mitte der 1990er Jahre im Einsatz. Diese ist im Historischen Lokschuppen Wittenberge erhalten geblieben.

## Entwicklung
Ab den 1930er Jahren standen bei Deutz die Motoren der OM-Reihe im Fertigungsprogramm, mit denen sieben Lokomotivreihen angeboten wurden. Gemeinsames Merkmal der Lokomotiven der Reihe war die Ausstattung mit wassergekühlten Zweitakt-Dieselmotoren mit zwei oder drei Zylindern.
22 Lokomotiven wurden als Reihe OMD 130 R gefertigt. Die Lokomotiven wurden in der Mehrzahl für militärische Zwecke in Deutschland, Frankreich oder Marokko verwendet.
Eine Lokomotive kam über einen Zwischenhändler nach Belgien und war 1935 bei der SNCB eingereiht.

## Technik
Die Rangierlokomotiven besaßen einen Vorbau und ein Führerhaus. Besonderes Merkmal war der geräumig gestaltete Führerstand, das flache Dach und die für Deutz-Lokomotiven typischen runden Führerhaus-Stirnfenster. Die Lokomotivbezeichnung richtete sich nach der Bezeichnung des Motors, bei OMD130R bedeutete das O= Zweitaktmotor, M= wassergekühlt, D= Dreizylinderausführung, 1 = erste Ausführungsstufe des Motors, 30 = der Kolbenhub in cm sowie R = regelspurige Rangierlokomotive. Die Lokomotiven wurden in den Spurweiten 900 – 1.676 mm angeboten.
Die Kraftübertragung erfolgte mechanisch über ein Schaltgetriebe mit Stangenantrieb, wobei die Blindwelle als Getriebeabgangswelle hinter den Antriebsrädern unter dem Führerhaus gelagert war. Die Lokomotiven besaßen von der Blindwelle aus eine Treibstange und eine Kuppelstange zur Kraftübertragung.
Über die Höchstgeschwindigkeit der Lokomotive gibt es unterschiedliche Angaben. Während eine Quelle die Höchstgeschwindigkeit mit 15 km/h angibt, wird in neuerer Zeit 40 km/h genannt.

## Einsatz
Lediglich von der erhaltenen Lokomotive sind Einsatzdaten bekannt.

### OHE 00604
Die Lokomotive wurde 1935 ausgeliefert und für das Oberkommando des Heeres verwendet. Sie war auf dem Truppenübungsplatz Munster eingesetzt. Nach 1945 kam sie zu den Osthannoverschen Eisenbahnen. Anfänglich wurde die Lokomotive als D 00604 bezeichnet und meist für den Rangierdienst in Winsen verwendet. Kurzfristig kam sie auch nach Amelinghausen.
1963 wurde erhielt sie an Stelle des ursprünglichen Dreizylinder-Dieselmotors einen neuen Deutz-Motor A8L 714. Das Schaltgetriebe wurde gegen ein Differentialwandlergetriebe getauscht. So war sie bis in die 1990er Jahre im Einsatz und ist seit 1996 als einzige Vertreterin der Reihe im Historischen Lokschuppen Wittenberge erhalten.